# Liste du patrimoine mondial au Burkina Faso
Cet article recense les sites inscrits au patrimoine mondial au Burkina Faso.

## Statistiques
Le Burkina Faso ratifie la Convention pour la protection du patrimoine mondial, culturel et naturel le 2 avril 1987. Le premier site protégé est inscrit en 2009 lors de la 33e session du Comité du patrimoine mondial. 
En 2024, le Burkina Faso compte quatre sites inscrits au patrimoine mondial, trois culturels et un naturel.
Le pays a également soumis cinq sites à la liste indicative, troisculturels et un naturel.

## Listes

### Patrimoine mondial
Les biens suivants sont inscrits au patrimoine mondial.
| Id.  | Bien                                                 | Province(s)                                        | Année | Superficie (ha) | Critères et notes | Coordonnées | Illus. |
| ---- | ---------------------------------------------------- | -------------------------------------------------- | ----- | --------------- | --- | --- | ------ |
| 749  | Complexe W-Arly-Pendjari                             | Tapoa                                              | 2017  | 528 930         | Naturel, (ix), (x) Extension en 2017 du bien parc national du W du Niger. Bien transfrontalier partagé avec le Bénin et le Niger. | 11° 53′ 28″ N, 2° 09′ 40″ E |        |
| 1713 | La Cour royale de Tiébélé                            | Nahouri                                            | 2024  | 1,84            | Culturel, (iii) | 11° 05′ 21″ N, 0° 57′ 46″ O |        |
| 1225 | Ruines de Loropéni                                   | Poni                                               | 2009  | 1,11            | Culturel, (iii) | 10° 15′ 00″ N, 3° 34′ 59″ O |        |
| 1602 | Sites de métallurgie ancienne du fer du Burkina Faso | Bam, Mouhoun, Oubritenga, Sanmatenga, Tuy, Zondoma | 2019  | 122,3           | Culturel, (iii), (iv), (vi) 5 sites : Tiwêga, Yamana, Kindibo, Békuy, Douroula.                                                   | 13° 05′ 17″ N, 1° 08′ 42″ O 12° 49′ 19″ N, 1° 18′ 07″ O 13° 14′ 06″ N, 2° 10′ 52″ O 11° 37′ 23″ N, 3° 53′ 31″ O 12° 35′ 17″ N, 3° 19′ 44″ O |        |

### Liste indicative
Les biens suivants sont inscrits sur la liste indicative du pays à la mi-2024. Les noms fournis par la Mongolie sont en anglais : la traduction en français est donnée ici à titre indicatif.
| Id.  | Bien                                                                        | Province(s)   | Année | Critères et notes                                    | Coordonnées                                                                         | Illus. |
| ---- | --------------------------------------------------------------------------- | ------------- | ----- | ---------------------------------------------------- | ----------------------------------------------------------------------------------- | ------ |
| 5655 | La réserve de biosphère de la Mare aux Hippopotames de Bala                 | Houet         | 2012  | Naturel, (ix), (x) Réserve de biosphère depuis 1986. | 11° 37′ 01″ N, 4° 07′ 59″ O                                                         |        |
| 5657 | Les gravures rupestres du Sahel burkinabè : Pobé-Mengao, Arbinda et Markoye | Oudalan, Soum | 2012  | Culturel, (ii), (iii)                                | 13° 52′ 37″ N, 1° 44′ 53″ O 14° 13′ 12″ N, 0° 51′ 47″ E 14° 36′ 04″ N, 0° 04′ 27″ E |        |
| 56   | Les nécropoles de Bourzanga                                                 | Bam           | 1996  | Culturel, (iii), (vi)                                | 13° 40′ 41″ N, 1° 32′ 46″ O                                                         |        |
| 5658 | Sya, centre historique de Bobo-Dioulasso                                    | Houet         | 2012  | Culturel, (iii), (iv)                                | 11° 11′ 02″ N, 4° 18′ 11″ O                                                         |        |